# C4H6F2O2
化学式C4H6F2O2（摩尔质量：124.09 g/mol）可以指：
- 二氟丁酸
  - 2,2-二氟丁酸，CAS号：2366-62-3 
  - 4,4-二氟丁酸，CAS号：944328-72-7
- 氟乙酸氟乙酯，CAS号：459-99-4
- 乙酸-2,2-二氟乙酯，CAS号：1550-44-3
- 二氟丙酸甲酯
  - 2,2-二氟丙酸甲酯，CAS号：38650-84-9 
  - 3,3-二氟丙酸甲酯，CAS号：459-75-6

|  | 这个同类索引页列出了具有相同分子式的化学物（即同分異構體）条目。 除非您是有意链接至本页，否则应将相应条目的内部链接指向正确的条目。 |